# Porropis tristicula
Porropis tristicula là một loài nhện trong họ Thomisidae.
Loài này thuộc chi Porropis. Porropis tristicula được Tord Tamerlan Teodor Thorell miêu tả năm 1881.